# Jan Železný
Jan Železný (Mladá Boleslav, 1966. június 16. –) háromszoros olimpiai és világbajnok csehszlovák, majd cseh atléta, gerelyhajító. 1996. május 25-én 98,48 méterrel felállított világrekordja a mai napig él, továbbá a gerelyhajítás első öt legjobb eredményét is ő birtokolja.

## Pályafutása
Pályafutása szinte egészén uralta a gerelyhajítás sportját. Három egymást követő olimpián tudott győzni, továbbá három világbajnoki címe is van, amivel magasan a legsikeresebb e számban. A gerelyhajítás történetében máig ő az egyetlen - az új típusú gerely 1986-os bevezetése óta - aki átlépte a 94 méteres távolságot; neki ez öt alkalommal sikerült.
Két évben, 1996-ban és 2000-ben őt választották az év európai atlétájának.
A 2006-os Európa-bajnokságon elért bronzérme után elhatározta, hogy visszavonul. Szeptember 19-én, egy Mladá Boleslavban tartott bemutatón fejezte be pályafutását, abban a városban, ahol a karrierje kezdődött.
Visszavonulása után a Nemzetközi Olimpiai Bizottság segítője, valamint edzőként is tevékenykedik.

## Egyéni legjobbjai
- Gerelyhajítás - 98,48 m (1996)